# Santa María Pápalo
Santa María Pápalo è un comune del Messico, situato nello stato di Oaxaca.